# Alain Lefèvre (athlétisme)
Pour les articles homonymes, voir Alain Lefèvre.
Alain Lefèvre (né le 6 juillet 1942 à Casablanca au Maroc) est un athlète français, spécialiste du saut en longueur.

## Biographie
Il établit trois records de France du saut en longueur : le premier le 18 mai 1964 à Paris avec 7,79 m, le second le 18 juillet 1964 à Annecy avec 7,82 m et le troisième le 23 août 1964 à Thonon-les-Bains avec 7,83 m,.
Il participe aux Jeux olympiques de 1964 à Tokyo où il ne franchit pas le cap des qualifications.